# باس‌دی‌ام‌ای
در علوم رایانه، باس‌دی‌ام‌ای (به انگلیسی: busdma) مجموعه‌ای از رابط برنامه‌نویسی نرم‌افزار است که به کمک آنها می‌توان راه‌اندازهای سخت‌افزاری را طوری نوشت که کمتر به سکوی خاصی وابسته باشند به این ترتیب می‌توان سیستم‌عامل میزبان را راحت‌تر به یک معماری دیگر پورت کرد.
این تکنولوژی در اصل توسط توسعه‌دهندگان نت‌بی‌اس‌دی پیاده‌سازی شد، اما سپس در پروژه‌های فری‌بی‌اس‌دی و اپن‌بی‌اس‌دی و همینطور مشتقات آنها هم بکار گرفته شد. توسعه‌دهندگان دراگون‌فلای‌بی‌اس‌دی هم به آهستگی در حال تبدیل کردن درایورهای خود به تکنولوژی باس‌دی‌ام‌ای هستند.